# Meggoleus spirator
Meggoleus spirator là một loài tò vò trong họ Ichneumonidae.